# Jorge Negrete

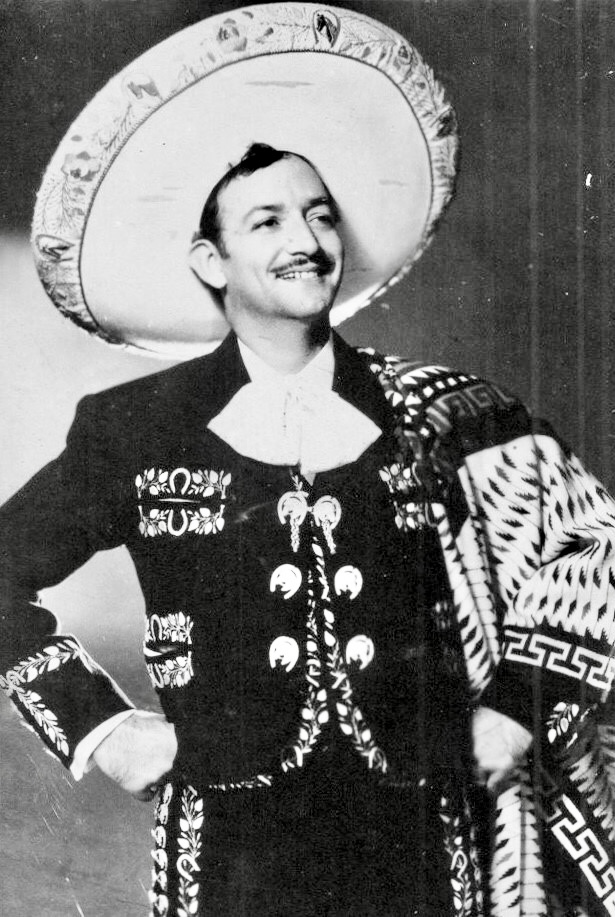
Jorge Negrete auf einem Werbefoto in den 1940er Jahren.

Jorge Alberto Negrete Moreno (* 30. November 1911 in Guanajuato; † 5. Dezember 1953 in Los Angeles, Kalifornien) war ein mexikanischer Sänger und Schauspieler und gilt bis heute als einer der populärsten mexikanischen Künstler.

## Leben
Jorge Negrete kam in Guanajuato als ältester Sohn einer Offiziersfamilie zur Welt. Ab 1925 besuchte er die Militärakademie Heroico Colegio Militar und trat 1928 im Rang eines Unterleutnants in die mexikanische Armee ein. Ebenfalls im Jahr 1925 begann er eine Ausbildung zum Opernsänger in der Gesangsschule von José Pierson. 1931 schied er aus der Armee aus, um sich ausschließlich seiner Gesangskarriere zu widmen. Er trat unter anderem im mexikanischen Opernhaus Bellas Artes und in Radioprogrammen auf. 1935 zog er nach New York und trat in Programmen der NBC sowie in verschiedenen Opernhäusern auf.
1937 kehrte Negrete nach Mexiko zurück und trat dort erstmals in Filmen auf. Sein Debüt hatte er in La Madrina del Diablo. Seinen Durchbruch hatte er 1941 mit ¡Ay Jalisco, no te rajes!. Seine künstlerisch anspruchsvollste Rolle spielte er in Luis Buñuels Gran Casino. Mit seinen Filmen und dank seiner ausdrucksstarken Stimme wurde Negrete zum Inbegriff des „Charro Mexicano“. Mit Beginn seiner Filmkarriere interpretierte er überwiegend Rancheros sowie populäre Stücke aus dem klassischen Repertoire. Er wirkte in 44 Filmen mit und nahm rund vierhundert Musiktitel auf. Seine Popularität reichte weit über Mexiko hinaus, er unternahm Tourneen unter anderem nach Argentinien, Chile, Peru, Kolumbien, Kuba und Spanien.
1940 heiratete er die Schauspielerin Elisa Christy, Tochter des Schauspielers Julio Villareal, mit der er ein Kind, Diana Negrete, hatte. Kurz nach seiner Eheschließung begann er ein Verhältnis mit der Schauspielerin Gloria Marín, die er bei den Aufnahmen zu ¡Ay Jalisco, no te rajes! kennengelernt hatte und mit der er rund zehn Jahre zusammenlebte. 1952 heiratete er die Schauspielerin María Félix, was von Zeitgenossen als „Jahrhunderthochzeit“ bezeichnet wurde.
Bei seiner ersten Reise nach New York hatte er sich mit Hepatitis infiziert und litt zeit seines Lebens an dieser Krankheit. Trotz einer Verschlimmerung seines Zustandes reiste er im November 1953 nach Los Angeles, wo er am 5. Dezember 1953 im Cedars of Lebanon Hospital starb.
Sein Leichnam wurde nach Mexiko überführt. Bei seiner Beisetzung auf dem Panteón Civil de Dolores erwiesen Zehntausende von Menschen Jorge Negrete die letzte Ehre.

## Filmografie (Auswahl)
- 1937: La madrina del diablo
- 1938: La Valentina
- 1941: ¡Ay Jalisco, no te rajes!
- 1942: Seda, sangre y sol
- 1942: Así se quiere en Jalisco
- 1942: Cuando viajan las estrellas
- 1943: El rebelde (Romance de antaño)
- 1943: El jorobado
- 1943: El peñón de las Ánimas
- 1945: Canaima
- 1946: Camino de Sacramento
- 1947: Gran Casino
- 1949: Allá en el Rancho Grande
- 1950: Teatro Apolo
- 1952: Los tres alegres compadres
- 1953: Dos tipos de cuidado
- 1954: El rapto